# Aura García-Junco
Aura García-Junco (Ciudad de México, 1988) es una escritora mexicana graduada como literata por la UNAM. En 2019 se publica su primera novela: Anticitera, artefacto dentado.
En 2016 se convirtió en becaria de la Fundación para las Literaturas Mexicanas (2016) y del programa Jóvenes Artistas del FONCA (2014, 2017 y 2021). En 2018 hizo residencia en el programa Under the Volcano.
Fue nombrada como una de las mejores escritoras jóvenes en lengua española por la revista Granta en 2021.
En Dios fulmine a la que escriba sobre mí (Sexto Piso, 2023), la autora realiza un trabajo de arqueología de la edición de H. Pascal. Ha sido colaboradora regular en las publicaciones Tierra Adentro, Nexos, Liberoamérica y Revista de la Universidad de México.